# Wilhelm Wiklund

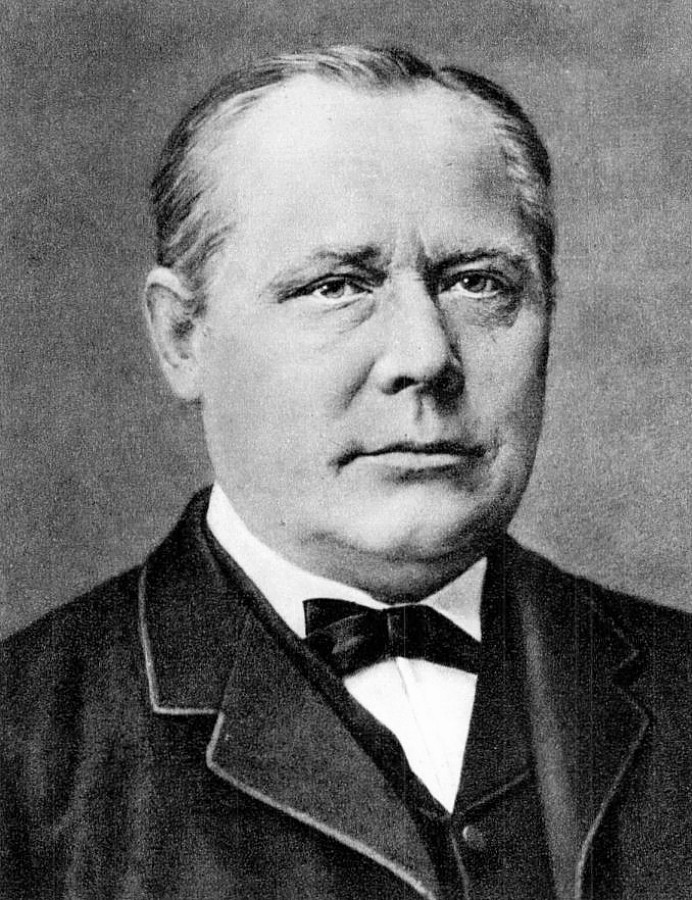
Wilhelm Wiklund.

Wilhelm Wiklund, född 25 oktober 1832 i Skultuna, död 16 juni 1902 i Stockholm, var en svensk företagare och grundare av W. Wiklunds Metallfabrik. Wiklund var verksam under 1800-talets andra hälft i en tid när industrialiseringen slog igenom i Sverige. Han räknas till den stockholmska verkstadsindustrins mest verksamma och som pionjär på ett flertal områden. Företaget existerade i olika former mellan 1857 och 1914 och sysselsatte som mest omkring 350 personer.

## Biografi
Wilhelm Wiklund var son till Johan Wiklund, konstgjutare vid Skultuna Messingsbruk, och Christina Söderlund. Efter en kort anställning som springpojke vid bruket begav han sig 1851 till Stockholm. Här fick han anställning hos industrimannen Johan Wilhelm Bergström som troligen påverkade Wiklund att besöka Svenska slöjdföreningens söndags- och aftonskola. Bergströms mekaniska verkstad kom att leverera gasledningar efter Klaragasverkets start 1853. Affärerna gick mycket bra och Wiklund bestämde sig för att starta eget.

### Etableringen i Klara
- Koordinater: 59°19′59.9″N 18°3′22.3″Ö / 59.333306°N 18.056194°Ö

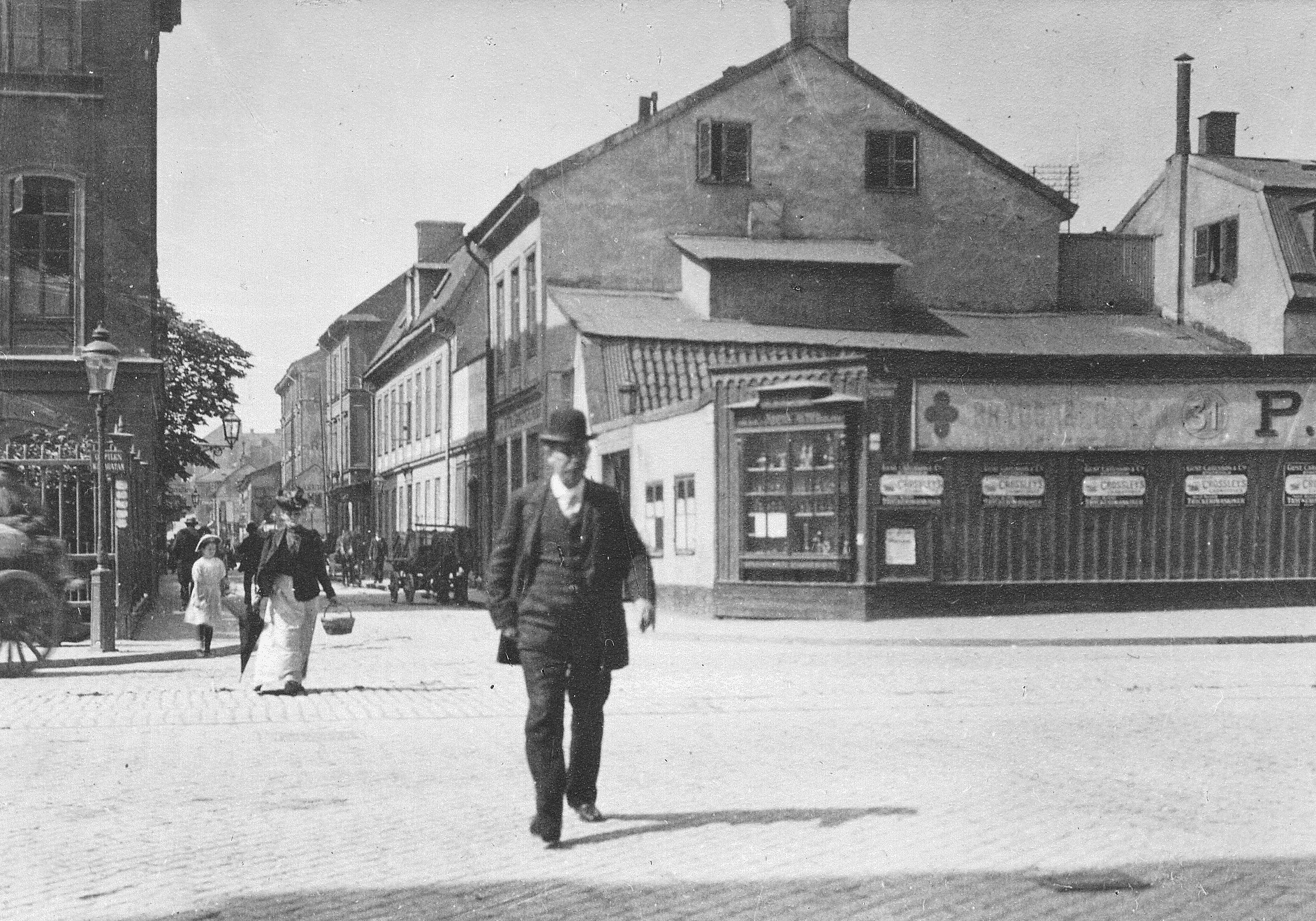
Wiklundska tomten vy västerut längs med Gamla Kungsholmsbrogatan från nuvarande Vasagatan, 1890-tal.

Wiklund övertog en lokal som förut använts av maskiningenjören Carl Wilhelm Gelertsen och som var belägen i ett litet hus i hörnet av Gamla Kungsholmsbrogatan 42 och Klara Strandgata (nuvarande  Vasagatan). 1857 ansökte han och fick fabriksrättigheter och inledde sin verksamhet med tillverkning av mässingsvaror. 1859 blev han antagen som gasledningsentreprenör och 1861 även som vattenledningsentreprenör sedan Skanstullsverket togs i drift samma år. Han utökade även sitt fastighetsbestånd i kvarteret (nuvarande kvarteret Hasseln) och anställde medarbetare. Han moderniserade maskinparken, bland annat med ångdrift och hans verkstad hörde snart till en av stadens förnämsta.
Förutom rörledningar tillverkade W. Wiklunds metallfabrik även detaljer till byggnadsindustrin, som kakelugnsramar med fällbara luckor (Wiklunds eget patent), lås, ringledningar, luftventiler, självöppnande ventiler för avloppstrattar samt kranar för bryggerier och brännerier. För att bli självförsörjande med gjutgods hyrde han 1864 Bränninge bruk utanför Södertälje. Wiklund öppnade även en försäljningsbod som låg vid Gustav Adolfs torg 14. Här sålde han hundratals metallartiklar, bland dem snusdosor, cigarrtändare, virknålar, stolstrissor, skridskor, brevvågar, fotogenlampor och kaffekokare. Efter några år flyttades boden till Gamla Kungsholmsbrogatan 44. Här hade han även sitt kontor och sin bostad. 
År 1866 gifte han sig med Louise Charlotte Hoffman från Braunschweig, dotter till ornamentbildhuggaren Wilhelm Heinrich Hoffman från Tyskland. Då hade Wiklunds företag 107 medarbetare. Samma år fick firman ekonomiska problem på grund av för stora lån som han hade svårt att betala tillbaka och gjuteriet i Bränninge lämnades. Metallfabriken i Klara gick dock bra och snart var Wiklund skuldfri och kunde bygga upp eget rörelsekapital. Mittemot vid Gamla Kungsholmsbrogatan 41 uppfördes 1884 Kungsholms badinrättning som fick en fullständig installation från Wiklunds.

### Etableringen på Kungsholmen
- Koordinater: 59°20′10.8″N 18°2′5.8″Ö / 59.336333°N 18.034944°Ö

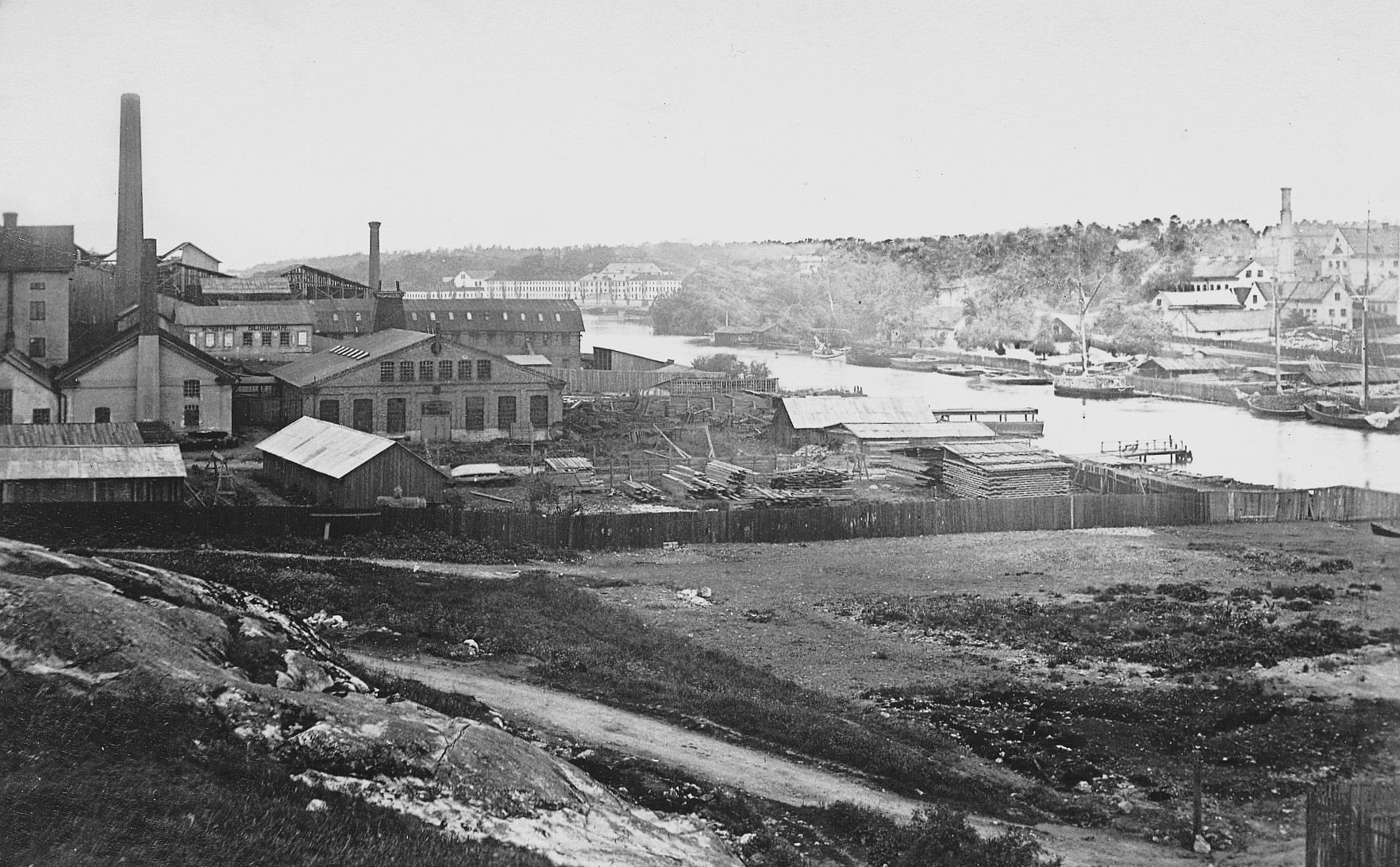
Inedalsfabriken Kungsholmen 1888.

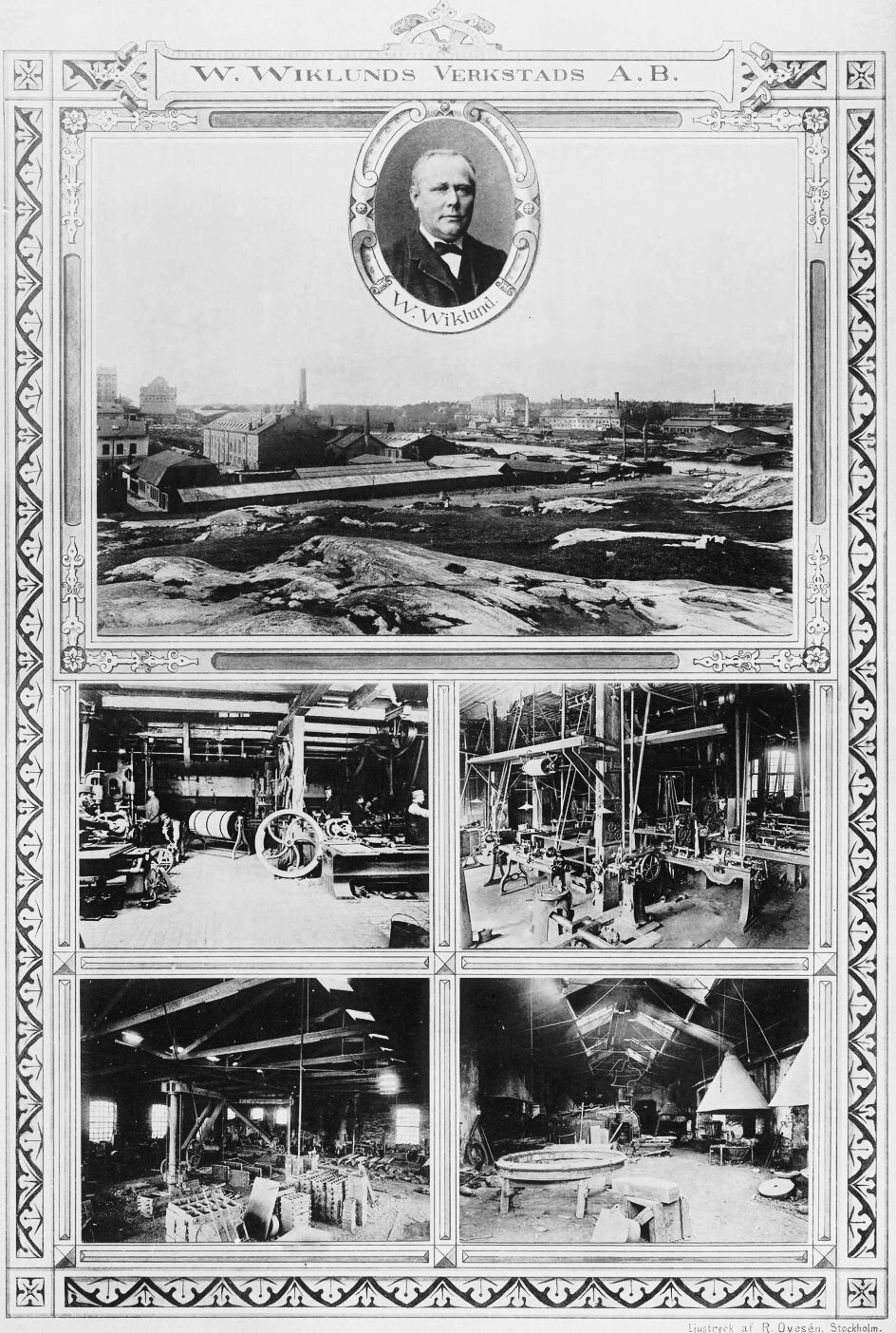
W. Wiklunds Verkstads AB på Kungsholmen, 1890-tal.

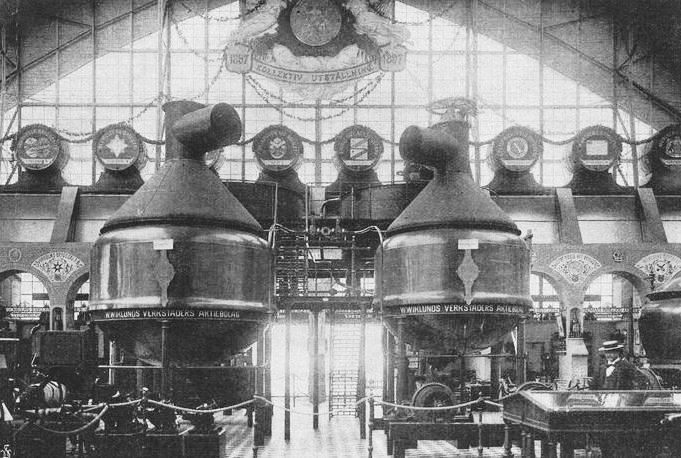
Inredning för Piehls byggeri på Stockholmsutställningen 1897.

År 1877 startade han ett nytt försök med eget järngjuteri, denna gång på Kungsholmen där han för 300 000 kronor övertog en sockerbruksfabrik (Inedals AB) som ägdes av Lars Olsson Smith och Johan Wilhelm Smitt. Fabriken var belägen vid Karlbergssjön i nuvarande kvarteren Inedal och Roddaren där Sportpalatset uppfördes 1930. Vid Inedalsverkstäderna producerades bland annat byggnadsgjutgods som trappor, balkonger och galler av alla de slag samt brandposter, gjutna möbler och paraplyställ. Ett något udda föremål som tillverkats av Wickström var en så kallad testamentburk som Salomon August Andrée förde med sig under ballongfärden över Östersjön den 19 oktober 1893.
En stor produkt blev kompletta bryggeriinredningar som levererades till ett knappt 40-tal bryggerier i Sverige. Wiklunds höga tekniska kvalitet prisbelönades på flera industriutställningar: guld- och bronsmedalj Moskva 1872, hedersdiplom i Filadelfia 1876, silvermedalj i Paris 1878 och Köpenhamn 1888, guld- och silvermedalj i Göteborg 1891 och silvermedalj i Malmö 1896. Tiden fram till år 1900 präglades för hela svenska näringslivet av en stark högkonjunktur, och Wiklund hakade på i verkstadsindustrins kraftiga expansion.
Nästa område som Wiklund satsade på var den unga elektriciteten. Fabrikens elektriska avdelning inledde sin verksamhet 1884 med att installera elektrisk belysning i den egna Inedalsfabriken på Kungsholmen. Därefter följde många uppdrag att installera elektriskt ljus runtom i Stockholm och Sverige. Wiklund byggde de nödvändiga dynamomaskinerna på licens och glödlampor, belysningsarmaturer och kompletta belysningsanläggningar. Glödlampsproduktionen lades ner vid sekelskiftet 1900 eftersom den utländska konkurrensen blev för stor. Samtidigt avvecklades Wiklunds elektriska avdelning.
År 1894 beslöt Wiklund att ombilda sitt företag till aktiebolag. Wiklund blev verkställande direktör och den dominerande personen i bolaget men började snart att överlåta de praktiska arbetena åt sin svärson, apotekaren Junker Axel Hedman. Vid Allmänna konst- och industriutställningen 1897 deltog W. Wiklunds Verkstäders AB med bland annat bryggerimaskiner, tvättmaskiner, ångkök, elektrisk armatur, generatorer, glödlampor och transformatorer för telefonstationer. Maskinutrustningen till nya C G Piehls Bryggeri i Stockholm utställdes 1897 i komplett skick. Här visade Wiklunds fabriker mäsk- och silkar, mäsk- och vörtpanna i blänkande koppar med därtill hörande pumpar och rörledningar samt maltkrossar och vågar, hissanordningar och tappapparater. Arrangemanget belönats med en guldmedalj.

### Företagets avveckling

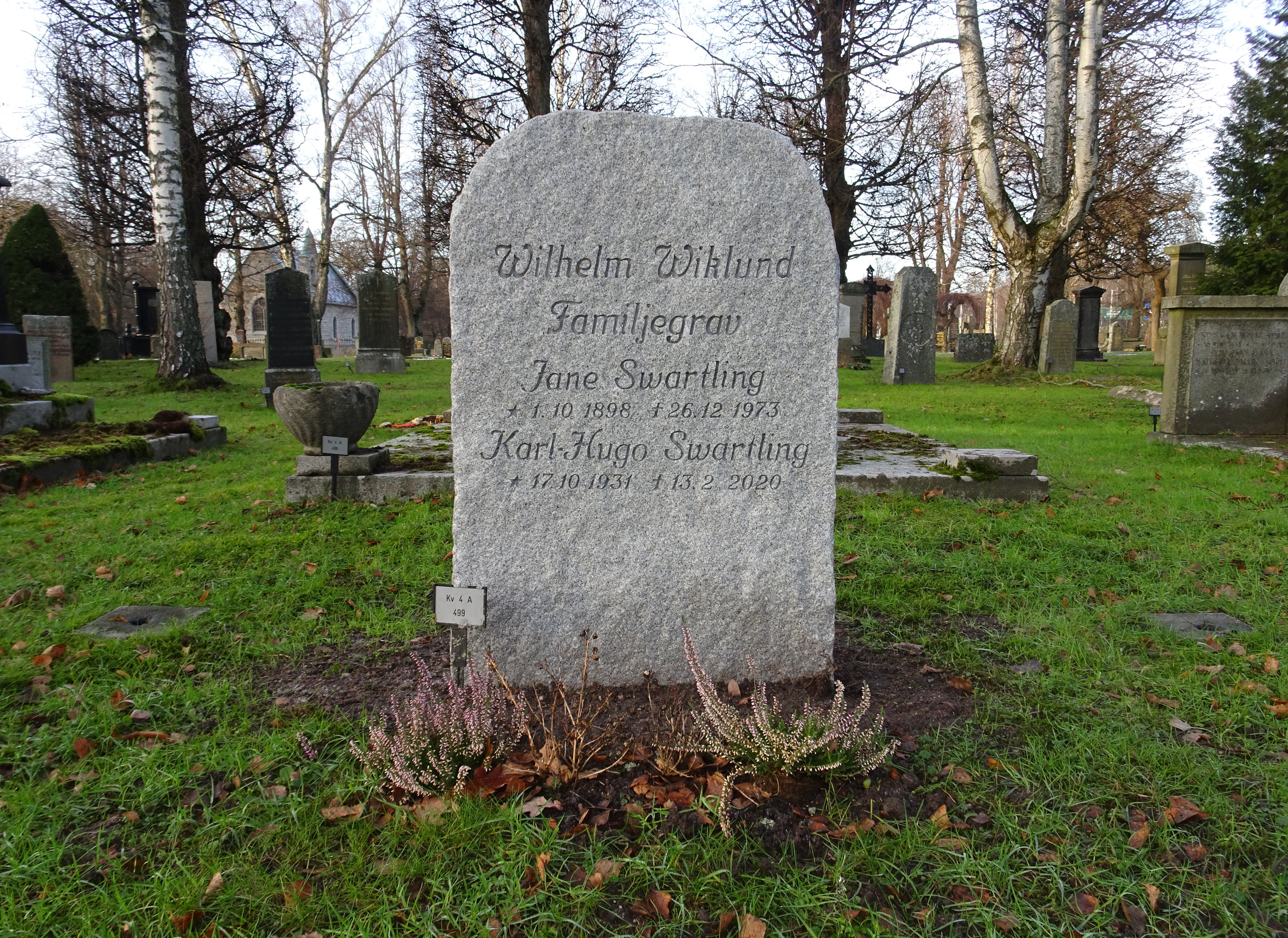
Wilhelm Wiklunds familjegrav på Norra begravningsplatsen.

År 1898 drabbades Wiklund av ett slaganfall, som ledde till att han drog sig tillbaka, men avgick officiellt först 1901. I december samma år avled hustrun och juni 1902 dog han i lunginflammation när han befann sig i sin sommarresidens i Södertälje. Metallfabriken överflyttades 1902 till Inedalsverket och rörledningsavdelningen blev ett eget bolag, Wiklunds Rörlednings AB, som satt kvar på gamla tomten i Klara. 1905 gick rörledningsbolaget i konkurs och ett försök till nystart med ny fabriksbyggnad och ett påkostat affärs- och kontorshus avbröts. 
Den värdefulla tomten såldes till den förmögne järn- och stålgrosshandlaren Isaac Hirsch som här lät uppföra Kungsbropalatset med Oscarsteatern (invigd 1907 respektive 1906). Inedalsverket övertogs av maskiningenjören William Waern (1857-1920), som under namnet AB Wiklunds Armatur- & Metallfabrik existerade fram till 1914. Wiklund fann sin sista vila på Norra begravningsplatsen där han gravsattes den 22 juni 1906.